# Proscopiidae
Proscopiidae — семейство насекомых из подотряда короткоусых (Caelifera) отряда прямокрылых. В настоящее время выделено в отдельное надсемейство Proscopioidea. В семействе Proscopiidae насчитывается 34 рода и 228 различных видов. Proscopiidae — травоядные животные, питающиеся различными растениями в различных условиях окружающей среды. Они способны наносить значительный ущерб сельскому хозяйству своей неотропической среды обитания. Идентификация Proscopiidae чрезвычайно затруднена из-за их близкого сходства с несколькими другими видами насекомых и того факта, что их таксономия ещё полностью не разработана.

## Подсемейства и отдельные роды
В файле видов Orthoptera перечислены три подсемейства, несколько родов не отнесены к какому-либо семейству:
- Hybusinae Liana, 1980 (монотипическое)
  - Hybusa Erichson, 1844
- Proscopiinae Serville, 1838
  - Tribe Proscopiini Serville, 1838
    - Proscopia Klug, 1820
    - Pseudoproscopia Bentos-Pereira, 2006

  - Tribe Tetanorhynchini Bentos-Pereira, 2003
    - Scleratoscopia Jago, 1990
    - Tetanorhynchus Brunner von Wattenwyl, 1890
- Xeniinae Liana, 1980
  - Xenium Liana, 1980
- incertae sedis
  - Bazylukia Liana, 1972
  - Bolidorhynchus Jago, 1990
  - Eoproscopia† Heads, 2008
  - Epsigrypa Mello-Leitão, 1939
  - Nodutus Liana, 1972
  - Orthophastigia Tapia, 1982
  - Scopaeoscleratoscopia Jago, 1990